# Oblik (typografi)

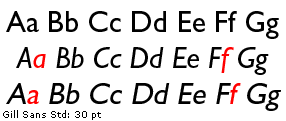
Typsnittet Gill Sans skriven i överst rak, därunder kursiv och sedan oblik stil. Den oblika stilen är här en så kallad "falsk kursiv", då den är skapad av det aktuella bildbehandlingsprogrammet genom att lutningen är ändrad. Märk skillnaden mellan lilla a och f i den kursiva respektive oblika texten.

I stället för, eller som komplement till kursiv stil har vissa teckensnitt en oblik variant (av latinets obliquus; 'böjd'), det vill säga en lutad eller lutande variant av det raka teckensnittet. Vanligast ses den oblika varianten hos sans-serif-teckensnitt.
Oblik kallas ibland för falsk kursiv, och kan ibland uppstå då ordbehandlingsprogram gör teckensnittet "kursivt" genom att automatiskt endast ändra lutningen på bokstäverna, snarare än att använda en specifik kursiv snittvariant av det aktuella typsnittet. I regel rekommenderas att i stället använda den "äkta" kursiva eller den "äkta" oblika varianten av teckensnittet som redan finns att tillgå bland snittvarianterna, eftersom dessa är specialritade av teckensnittsdesignern för att nå maximal kvalitet och därmed också vanligtvis ger texten en bättre läsbarhet.
Ett exempel på teckensnitt med oblik variant istället för kursiv är det flitigt använda Optima av den tyske typografen Hermann Zapf.